# Chiostro di San Gregorio Armeno

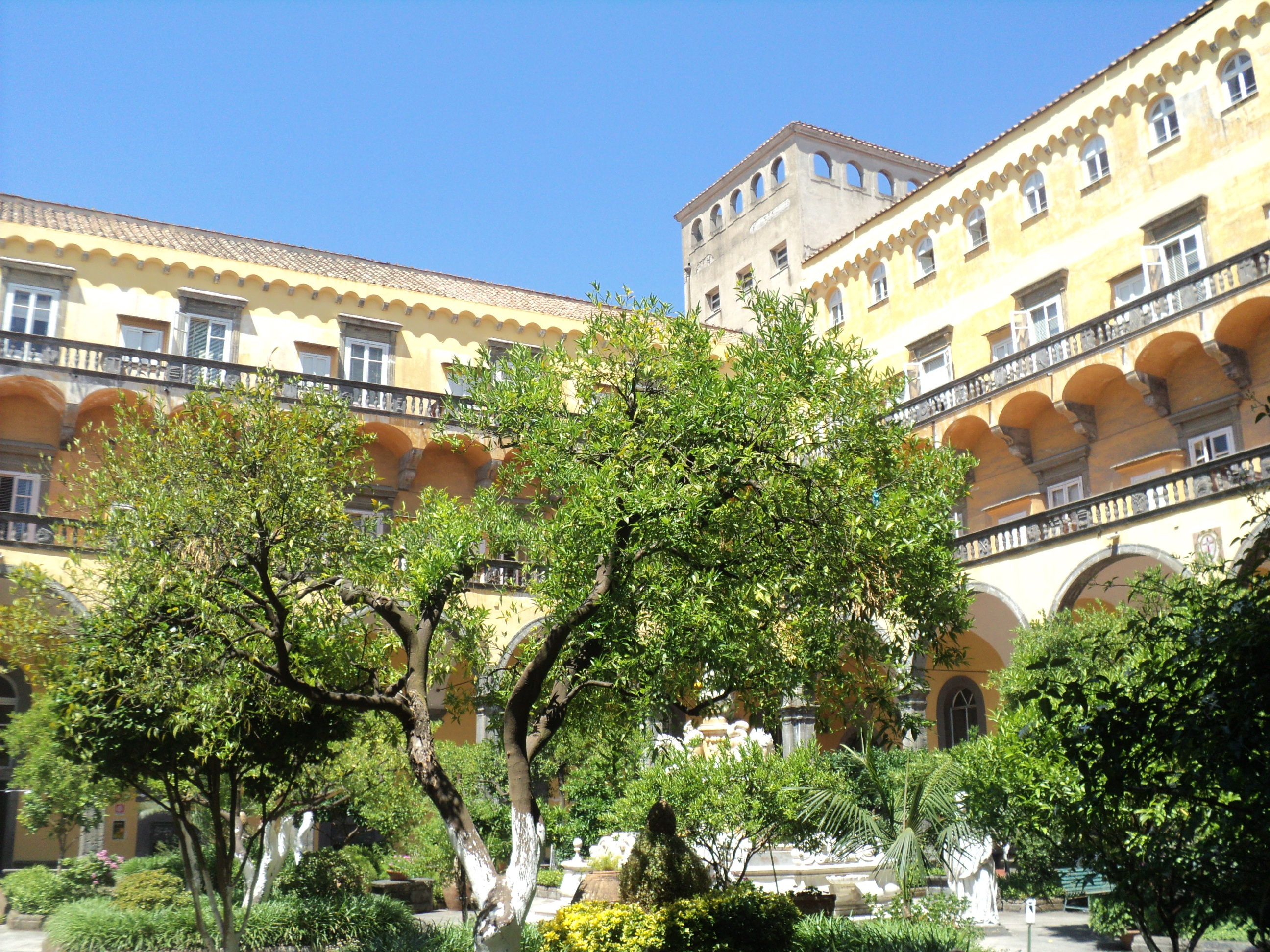
Il chiostro

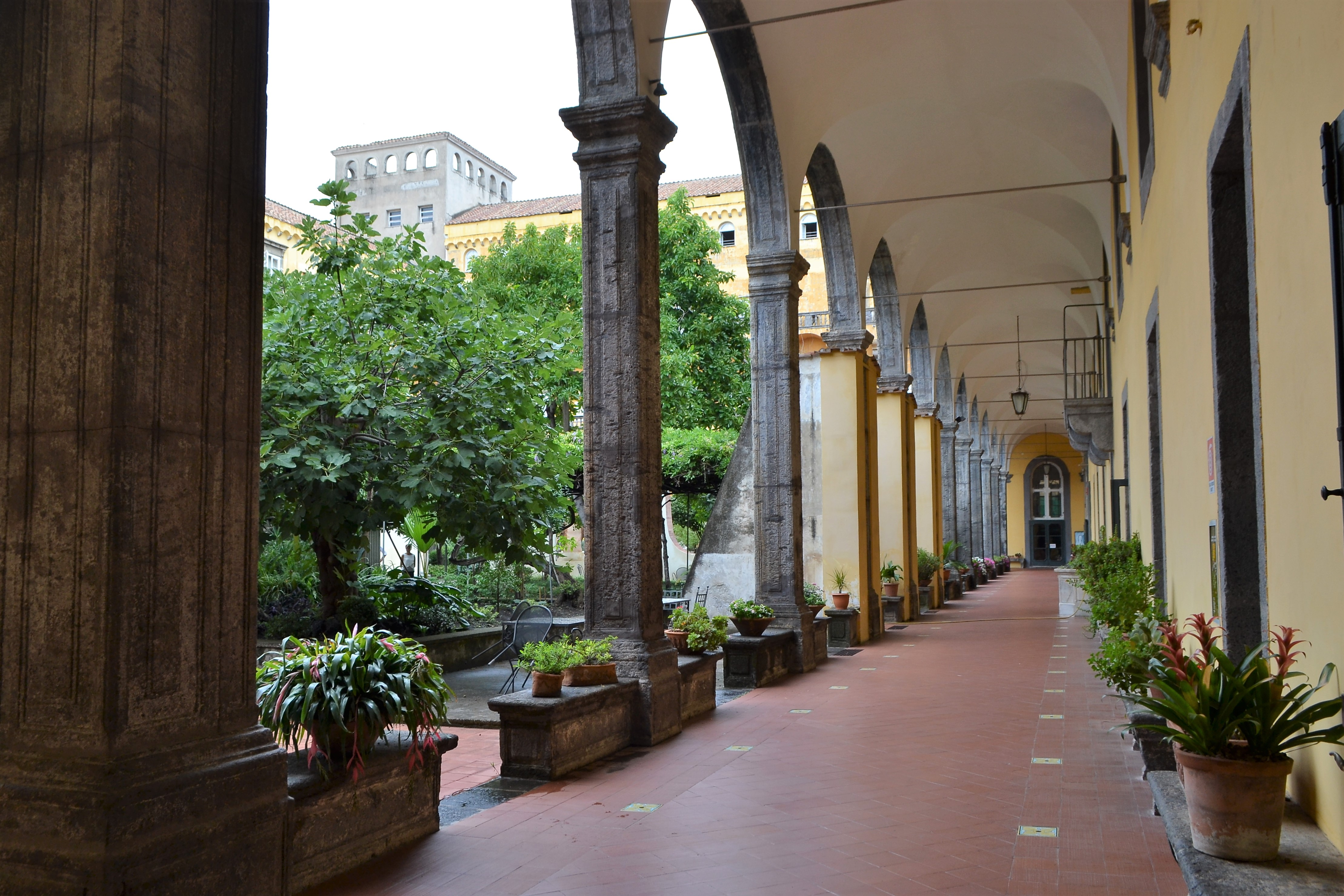
Un lato del porticato del chiostro

Il chiostro di San Gregorio Armeno è un chiostro monumentale della città di Napoli, sito nell'omonimo complesso religioso.

## Storia
La precisa data di fondazione della struttura è alquanto sconosciuta, tuttavia alcune fonti scritte hanno fatto intuire che il chiostro esistesse già in un periodo anteriore all'XI secolo. In un documento politico, infatti, viene menzionata l'allora piccola chiesetta di San Gregorio Armeno, affiancata da altre tre chiesette. Tutte insieme, collocate a poca distanza le une dalle altre furono poi unite per costituire un unico complesso dedicato a San Gregorio Armeno.
Ai primordi, il chiostro era stato concepito con uno spazio verde rettangolare e adibito parzialmente ad orto e delimitato da undici archi per dodici. Con i dettami del Concilio di Trento, le suore furono costrette a rimaneggiare l'intero complesso monastico: la prima modifica riguardò la chiesa stessa, cuore del complesso religioso che, sempre secondo le disposizioni tridentine, doveva essere esterna al convento; così fu abbattuta la preesistente che esisteva al centro del monastero e ne fu ricostruita un'altra dov'è tuttora. Una volta demolita la primitiva chiesa si creò lo spazio necessario per la costruzione del nuovo chiostro, che costituiva di fatto l'unico spazio esterno delle suore e quindi il loro giardino personale, e che avrebbe dovuto essere, secondo il loro gusto, il più accogliente possibile.

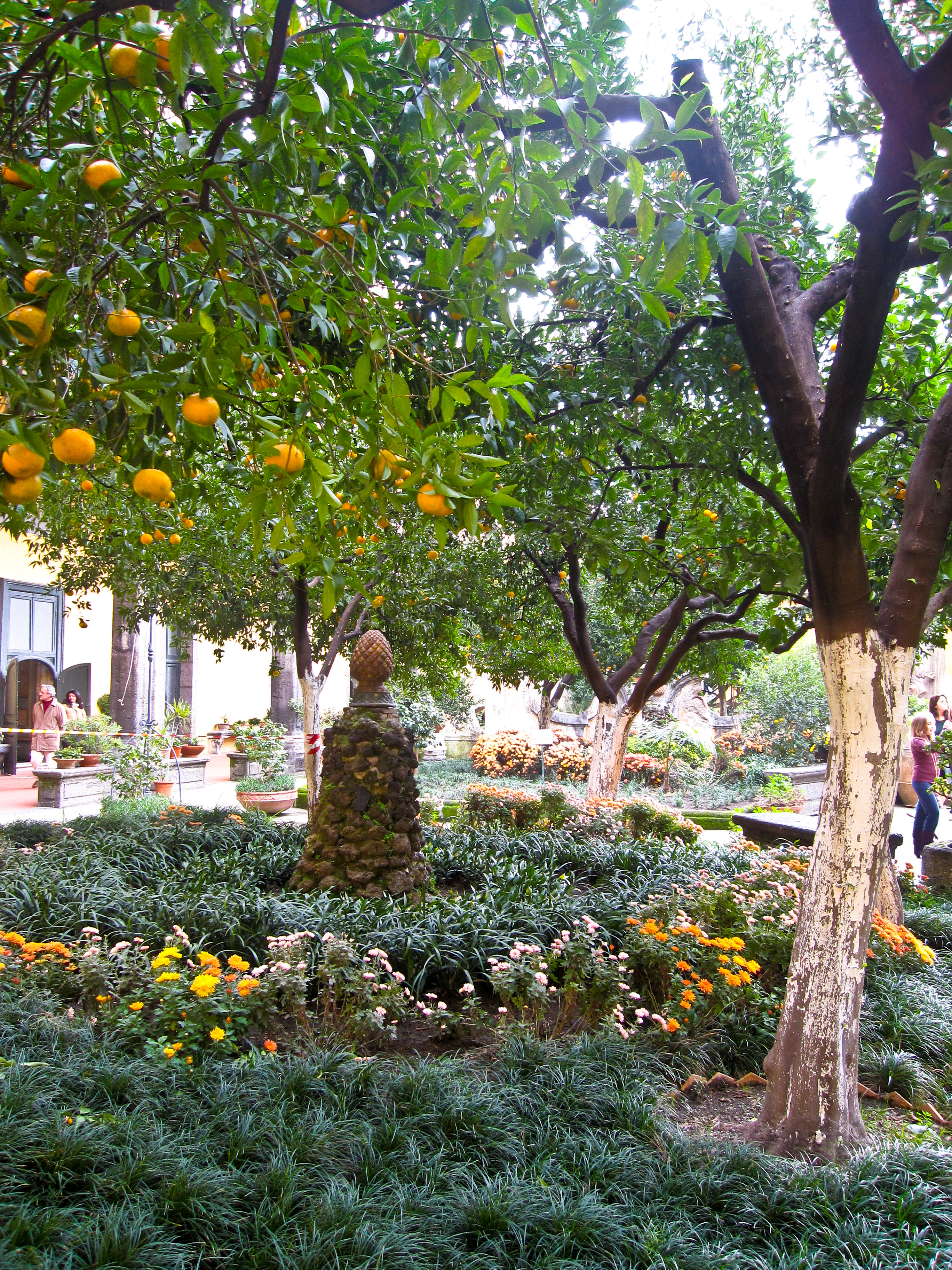
Un arancio

Sotto richiesta della badessa Lucrezia Caracciolo le opere di progettazione ed esecuzione vennero affidate rispettivamente a Giovanni Vincenzo Della Monica e Giovan Battista Cavagna, che durarono dal 1572 al 1574. Su consiglio della nobile, per l'edificio in questione l'architetto e ingegnere riprese il disegno del chiostro dei Santi Marcellino e Festo, anch'essa sua pregevole opera. La scelta della badessa non fu però basata solo su un mero giudizio estetico, ma soprattutto funzionale, poiché il chiostro dei Santi Marcellino e Festo possedeva una rara qualità, ossia quella di rispondere contemporaneamente sia alle esigenze delle suore che di dominare, anche solo con lo sguardo, il paesaggio urbano e quello naturale.
I lavori che furono effettuati a tutto il monastero, dopo il 1664, sotto direzione di Francesco Antonio Picchiatti, modificarono sensibilmente la struttura del chiostro, riducendone le dimensioni; infatti fu costruito il refettorio delle monache al piano terra, mentre le celle occuparono il piano sovrastante. Nel corso del XVIII secolo ci furono poi altri lavori di adeguamento, tra cui ci fu la conversione del forno a refettorio per le orfanelle e soprattutto la realizzazione, per richiesta della badessa Violante Pignatelli, della fontana monumentale.
Nel cortile di servizio vi si trovavano in origine diciassette cucine, il che ha fatto intuire quanto le religiose tenessero ad ogni comodità: come ben spiega Enrichetta Caracciolo che visse, per ben sette anni, all'interno del complesso, non come donna religiosa, ma come laica nelle sue memorie I misteri del chiostro napoletano. Il chiostro, per secoli negato alla cittadinanza comune, fu aperto a tutti nel 1922 circa, quando la clausura fu abolita con l'ingresso della congregazione delle Suore crocifisse adoratrici dell'Eucaristia. Il terremoto del 1930, infine, provocò danni ingenti all'intero monastero costringendolo a ricevere importanti lavori di restauro successivi, che tuttavia suscitarono nella critica alcuni dubbi; il fattore che ha sconvolto di più gli esperti dei beni culturali fu la demolizione di una scala settecentesca interna a un'ala del complesso, per far posto ai bagni dell'orfanotrofio.

## Descrizione

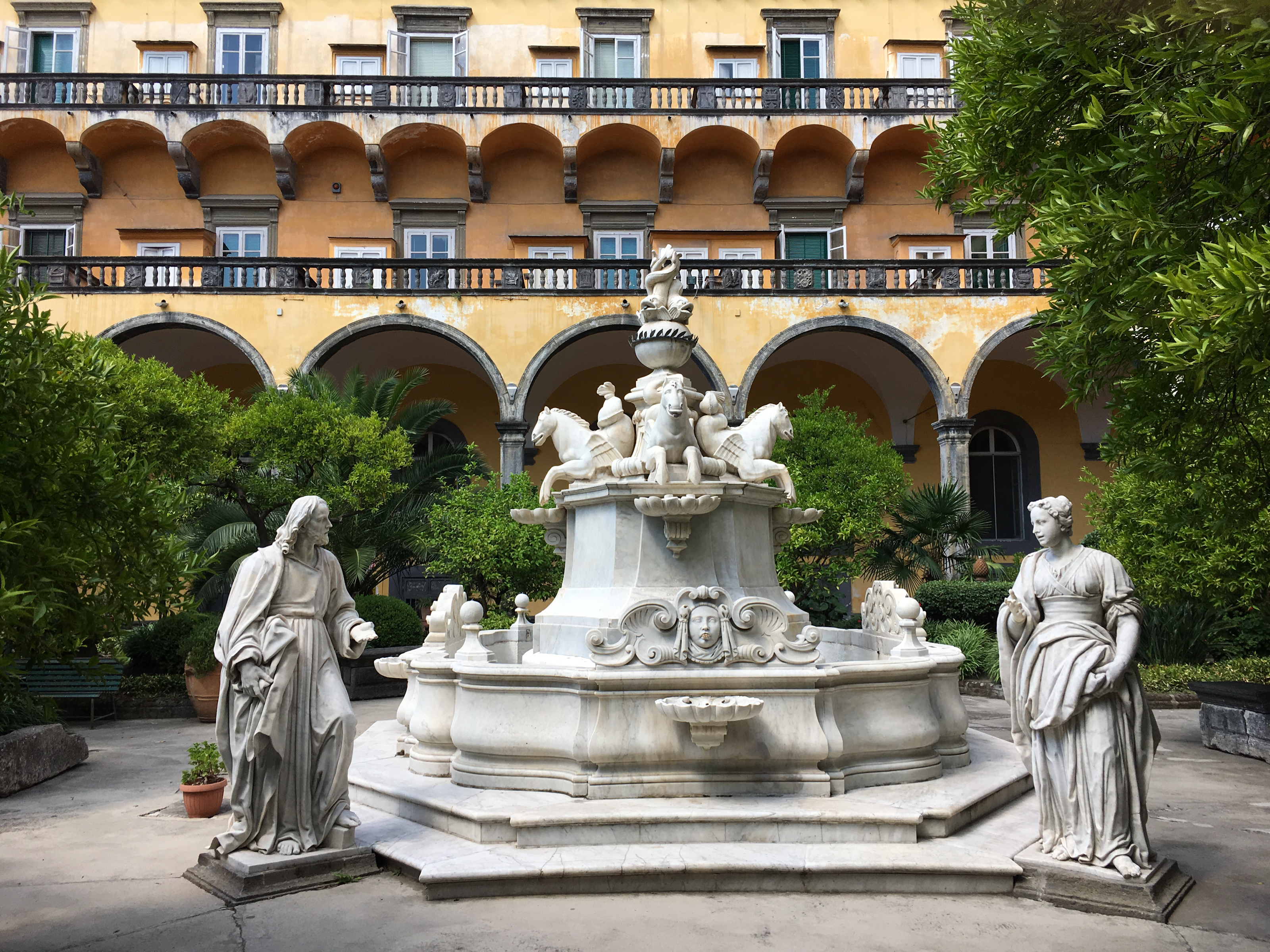
La fontana con ai lati le sculture del Cristo e la Samaritana del Bottiglieri

Il chiostro è caratterizzato da una fontana barocca di controversia attribuzione, affiancata da due statue raffiguranti il Cristo e la Samaritana, opere scultoree di Matteo Bottiglieri; la fontana è di fatto l'elemento centrale di quattro aiuole su cui sono alberi di arancio.

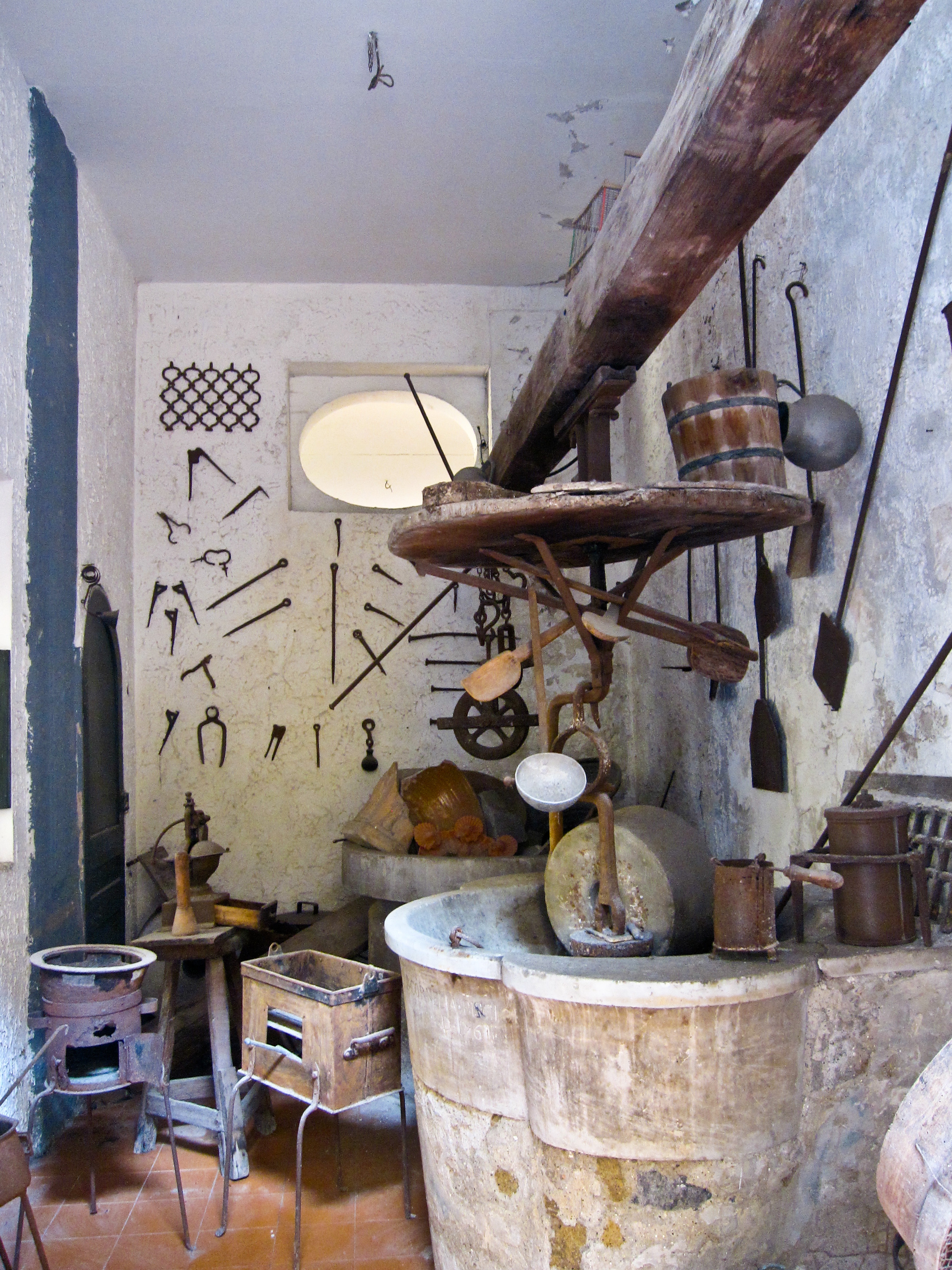
Il forno

Dopo le aiuole una parete divisoria in stile rococò, con due sculture in terracotta di Agostino D'Aula datate 1733 e collocate entro due nicchie, nasconde la cisterna. Il creatore della suddetta struttura idrica, rimasto sconosciuto, sotto richiesta della badessa introdusse anche elementi decorativi come delfini, altri animali marini, maschere. Accanto alla cisterna inoltre si trova il pozzo, che assunse tale struttura solo per coprire il foro dal quale fu estratto il materiale tufaceo per le ricostruzioni; i rubinetti delle reti idriche invece vedono al di sopra delle manovelle i resti di un affresco settecentesco su un miracolo di san Benedetto. Le condizioni d'avanguardia delle reti idriche è una delle caratteristiche principali del chiostro, ideate per usufruire delle acque provenienti dal condotto del Carmignano e quelle piovane, dunque in maniera completamente indipendente. I canali che facevano sopraggiungere l'acqua alle cisterne vennero collocati su due archi rampanti sollevati tra l'orto e il portico adiacente alla chiesa. Le cisterne furono rivestite da volte a padiglione in lapillo battuto e rese accessibili attraverso una piccola finestra, dalla quale poteva passarci tranquillamente un uomo; il pozzo che raccoglieva le acque piovane, invece, fu posizionato lungo l'asse orientale. Ben 135 scalini conducevano ai cunicoli dell'acquedotto e a numerosi depositi ricavati negli ambienti sottostanti, realizzati da Donato Gallarano tra il 1707 e il 1709.

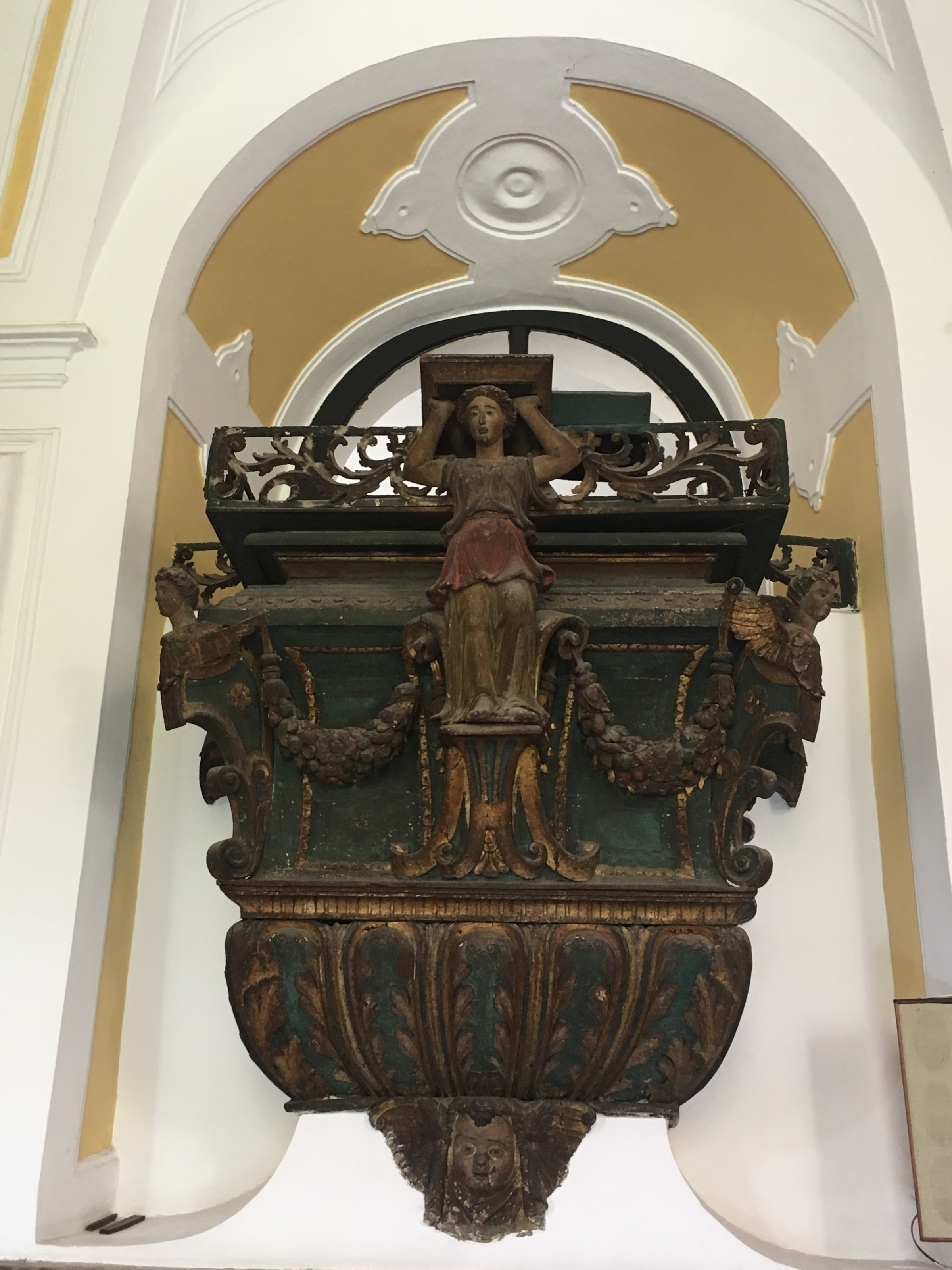
Pulpito intagliato del refettorio, opera del 1577 di Nunzio Ferraro

Sul chiostro si affacciano numerosi altri ambienti del complesso monastico, come ad esempio le celle delle monache, tutte al primo piano terrazzate con una balaustra in piperno, piuttosto che la farmacia, la cucina, il forno o il salotto della badessa, decorato quest'ultimo con gusto rococò e rappresentante l'unico ambiente superstite dell'antico quarto della monaca superiora del complesso. Altri ambienti monastici collegati al chiostro sono invece il coro dell'abside, il corridoio delle monache, il coro grande e quello d'inverno, sito al secondo piano dell'atrio della chiesa.
Il refettorio, edificato fra gli anni 1680 e 1685, ospita lungo le pareti laterali quadri provenienti dalla bottega del Francesco Solimena e, sulle due estremità, gli affreschi raffiguranti gli episodi biblici delle nozze di Cana e della moltiplicazione dei pani, entrambi attribuiti alla scuola di Belisario Corenzio.
In posizione pressoché centrale dello spazio, di fronte al refettorio, si aprono invece due cappelle attigue tra loro che risultano provenire direttamente dalla originaria chiesa medievale. In una si conserva un altare marmoreo di autore ignoto che raffigura lo stemma della famiglia Gonzaga mentre nell'altra, la cappella della Madonna dell'Idra, si conserva integralmente il suo aspetto decorativo donatole nel XVIII secolo, quindi le venti tele di Paolo De Matteis sulle Storie della Vergine, un altare maggiore di Pietro Ghetti dove campeggia il resto di un affresco del XIV secolo ritraente la Madonna col Bambino tra i santi.
Nel chiostro furono costruiti infine ben cinque belvedere con lo scopo di rendere meno faticosa la clausura, dei quali tre sono rimasti superstiti e altri due invece furono demoliti nel corso dei secoli (uno nel corso degli ultimi decenni del Novecento): i due più bassi sono accanto alla cupola della chiesa, offrendo un panorama verso il mare della città così com'è nel chiostro dei Santi Marcellino e Festo, da cui l'architettura prende spunto, mentre sull'angolo orientale è quello a cui fa da sfondo invece la cupola della basilica di San Lorenzo Maggiore.